# Drest VII.
Drest († 729 bei Dromo Dergg Blathuug) war von 724 bis 726 König der Pikten. Er folgte Nechtan mac Der-Ilei, als dieser abdankte und 724 in ein Kloster eintrat.
Weder die Annalen von Ulster noch die Annalen von Tigernach nannten Drests Vater.
Die älteren Versionen der Piktischen Chronik listen einfach die Namen „Drest und Elpin“ als Könige nach Nechtan auf. Laut einer späteren Version jedoch, die Nechtans zweite Regierungszeit in den Jahren 728–729 erwähnt, sei ein Talorgan der Vater von Drest gewesen. Diese Version nennt auch die ansonsten unbekannten Carnach, Sohn von Ferach, und Óengus, Sohn von Bridei, und erscheint generell unzuverlässig.
Da Nechtan zugunsten von Drest abdankte, erscheint eine Verwandtschaft zwischen ihnen als wahrscheinlich. Zahlreiche Söhne Nechtans sollen vor ihrem Vater gestorben sein, so dass daraufhin Drest, ob er nun ein Neffe, Schwiegersohn oder Cousin von Nechtan war, dessen nächster männlicher Verwandter gewesen sein dürfte. Drest war möglicherweise der Sohn jenes Talorg, Sohn von Drostan, „Bruder von Nechtan“ – ein Halbbruder oder vielleicht ein Pflegebruder –, der 713 inhaftiert worden war.
Welcher Abstammung Drest auch gewesen sein mag, so scheint seine Herrschaft jedenfalls schnell bestritten worden zu sein. 725 wurde Simul, Sohn von Drest, eingekerkert, doch ist nicht bekannt, wer diesen Inhaftierungsbefehl erließ. 726 wurde Nechtan von Drest gefangen genommen, wonach Alpín, der Elpin der Königslisten, den Drest absetzte.
728 scheinen Drest, Nechtan, Alpín und Óengus mac Fergusa in einem Kampf um den piktischen Thron verwickelt gewesen zu sein. Drest wurde 729 im Kampf gegen Óengus bei Dromo Dergg Blathuug (möglicherweise Drumderg, in der Nähe von Blairgowrie) getötet.
Es kann nur vermutet werden, dass es eine Beziehung zwischen dem hier behandelten Drest und jenem Talorgan, Sohn von Drest, König von Atholl, gibt, der 739 durch Ertränken getötet wurde. Drest, Talorgan und deren Varianten sind verbreitete piktische Namen; sie kommen zu häufig vor, als dass eine auf Basis von Anthroponymie beruhende Argumentation völlig überzeugend sein kann.
| Personendaten    | Personendaten                      |
| ---------------- | ---------------------------------- |
| NAME             | Drest VII.                         |
| ALTERNATIVNAMEN  | Drest                              |
| KURZBESCHREIBUNG | König der Pikten                   |
| GEBURTSDATUM     | 7. Jahrhundert oder 8. Jahrhundert |
| STERBEDATUM      | 729                                |
| STERBEORT        | bei Dromo Dergg Blathuug           |